# IBM早碁オープン戦
IBM早碁オープン戦（IBMはやごオープンせん）は、日本の囲碁の棋戦。1988年から開始され、1990年第3回まで開催された。日本棋院と関西棋院のプロ棋士と、アマチュア、招待海外棋士などが参加した。
- 主催 日本棋院、週刊碁
- 協賛 日本IBM
- 協力 関西棋院
- 優勝賞金 (1-2回)300万円、(3回)400万円

## 方式
- 本戦出場者は64名。内訳は、
  - 第1回 獲得賞金順のシード棋士10名、関西棋院10名、プロとアマチュアによる予選通過者40名、中国と韓国の招待棋士各2名。
  - 第2回 前回優勝者、獲得賞金順のシード棋士10名、関西棋院10名、プロとアマチュアによる予選通過者、中国と韓国の招待棋士各2名。
  - 第3回 獲得賞金順のシード棋士13名、関西棋院10名、プロとアマチュアによる予選通過者37名、中国と韓国の招待棋士各2名。
- トーナメント制で、1日2局ずつ行う。 第2回より準決勝敗者同士の3位決定戦を行う。
- 持ち時間は各1時間、使い切ると1手30秒の秒読み。1日に2局ずつ打つ。
- コミは5目半。

## 概況
- 第1回は、一次予選にアメリカ代表としてT.トゥ、ヨーロッパ代表としてハンス・ピーチ両選手が出場、他のアマチュア選手計4名も含めていずれも1回戦敗退。中国の楊暉は1回戦敗退するが、陳臨新は3回戦進出、韓国の李昌鎬は2回戦進出、徐能旭はベスト8進出し、石田芳夫に敗れた。
- 第2回は、東京、大阪、名古屋の3地区でアマチュア予選が行われ、勝ち抜き者がプロ四段以下との一次予選に出場。ヨーロッパ代表ドンセー選手は一次予選1回戦で敗退するが、アメリカ代表のワン選手は2回戦まで進んだ。中国の梁偉棠、韓国の金秀壮は1回戦で敗れるが、中国の銭宇平は2回戦で韓国の劉昌赫に破れ、劉は武宮正樹を破ってベスト8に進出したが、大竹英雄に敗れた。
- 第3回 アマチュア予選を勝ち抜いた上林秀美選手がプロとの一次予選も勝ち抜き、二次予選に進んだ。アメリカ代表リム選手、ソ連代表サハブジーノフ選手も出場。韓国の張秀英、金東燁は1回戦で敗れたが、中国の聶衛平、馬暁春は3回戦まで進み、それぞれ林海峰、羽根泰正に敗れた。

## 結果

### 歴代優勝者と決勝戦、3位
（左が優勝者）
1. 1988年 石田芳夫 - 武宮正樹 （3位 大山国夫、王立誠）
2. 1989年 大竹英雄 - 石田芳夫 （3位 彦坂直人）
3. 1990年 小林覚 - 大平修三 （3位 王立誠）

### 第1回
一次、二次予選は1988年5-6月に実施。本戦準々決勝までは7月、準決勝、決勝は10月4日に公開対局で行われた。
- 1回戦
  - 石田芳夫-恩田烈彦, 橋本昌二-宮沢吾朗, 藤沢秀行-岩田達明, 宮本義久-小島高穂
  - 徐能旭-大野伸之, 郡寿男-宋光復, 神田英-淡路修三, 等力博-長谷川直
  - 大山国夫-中村秀仁, 三王裕孝-石田章, 工藤紀夫-楊暉, 坂口隆三-泉谷英雄
  - 日高敏之-西条雅孝, 白石裕-泉谷政憲, 山城宏-安倍吉輝, 大矢浩一-後藤俊午
  - 武宮正樹-鳴沢泰一, 高林正宏-小林覚, 西村慶二-江面雄一, 苑田勇一-彦坂直人
  - 高木祥一-今村善彰, 清成哲也-大垣雄作, 陳臨新-石毛嘉久雄, 南善巳-春山勇
  - 王立誠-金島忠, 円田秀樹-井上国夫, 小松英樹-今村俊也, 李昌鎬-鈴木政春
  - 小県真樹-王銘琬, 片岡聡-大竹英雄, 石井新蔵-橋本雄二郎, 大平修三-趙善津
- 2回戦
  - 石田芳夫-橋本昌二, 藤沢秀行-宮本義久, 徐能旭-郡寿男, 神田英-等力博
  - 大山国夫-三王裕孝, 工藤紀夫-坂口隆三, 日高敏之-白石裕, 山城宏-大矢浩一
  - 武宮正樹-高林正宏, 西村慶二-苑田勇一, 高木祥一-清成哲也, 陳臨新-南善巳
  - 王立誠-円田秀樹, 小松英樹-李昌鎬, 小県真樹-片岡聡, 石井新蔵-大平修三
- 3回戦
  - 石田芳夫-藤沢秀行, 徐能旭-神田英, 大山国夫-工藤紀夫, 日高敏之-山城宏
  - 武宮正樹-西村慶二, 高木祥一-陳臨新, 王立誠-小松英樹, 小県真樹-石井新蔵
- 準々決勝 石田芳夫-徐能旭, 大山国夫-日高敏之, 武宮正樹-高木祥一, 王立誠-小県真樹
- 準決勝 石田芳夫-大山国夫, 武宮正樹-王立誠
- 決勝戦 石田芳夫-武宮正樹

### 第2回
準決勝、決勝は1989年10月7日に行われた。
- 1回戦
  - 大竹英雄-安倍吉輝, 橋本昌二-長原芳明, 土田正光-日高敏之, 淡路修三-石田章
  - 劉昌赫-田中秀春, 銭宇平-郡寿男, 武宮正樹-郭求真, 羽根泰正-結城聡
  - 彦坂直人-片岡聡, 苑田勇一-三輪芳郎, 本田邦久-大矢浩一, 岩田一-西村慶二
  - 趙善津-牛之浜撮夫, 鳴沢泰一-山田和喜雄, 山城宏-松岡輝夫, 小松英樹-関根直久
  - 石田芳夫-M.レドモンド, 楊嘉源-松岡秀樹, 柳時熏-梁偉棠, 白石裕-王銘琬
  - 小林覚-山本昇, 戸沢昭宣-趙治勲, 高木祥一-長谷川直, 小県真樹-中村秀仁
  - 依田紀基-上村邦夫, 笠井浩二-森山直棋, 大淵盛人-円田陽一, 神田英-林海峰
  - 大平修三-山部俊郎, 湯川光久-恩田烈彦, 東野弘昭-金秀壮, 工藤紀夫-影山利郎

- 2回戦
  - 大竹英雄-橋本昌二, 土田正光-淡路修三, 劉昌赫-銭宇平, 武宮正樹-羽根泰正
  - 彦坂直人-苑田勇一, 本田邦久-岩田一, 趙善津-鳴沢泰一, 山城宏-小松英樹
  - 石田芳夫-楊嘉源, 柳時熏-白石裕, 小林覚-戸沢昭宣, 高木祥一-小県真樹
  - 依田紀基-笠井浩二, 大淵盛人-神田英, 大平修三-湯川光久, 東野弘昭-工藤紀夫
- 3回戦
  - 大竹英雄-土田正光, 劉昌赫-武宮正樹, 彦坂直人-本田邦久, 趙善津-山城宏
  - 石田芳夫-柳時熏, 小林覚-高木祥一, 依田紀基-大淵盛人, 大平修三-東野弘昭
- 準々決勝 大竹英雄-劉昌赫, 彦坂直人-趙善津, 石田芳夫-小林覚, 依田紀基-大平修三
- 準決勝 大竹英雄-彦坂直人, 石田芳夫-依田紀基
- 決勝戦 大竹英雄-石田芳夫 （3位決定戦 彦坂直人-依田紀基）

### 第3回
本戦は1990年6月23日に開始。準決勝、決勝は1990年9月8日に行われた。
- 1回戦
  - 小林覚-宮沢吾朗, 恩田烈彦-牛窪義高, 依田紀基-山田至宝, 今村俊也-張秀英
  - 大竹英雄-佐々木正, 柳時熏-神田英, 後藤俊午-彦坂直人, 鄭銘瑝-陳嘉鋭
  - 王立誠-武宮正樹, 淡路修三-結城聡, 石田章-王銘琬, 酒井猛-石榑郁郎
  - 林海峰-大淵盛人, 土井誠-大矢浩一, 聶衛平-谷村義行, 工藤紀夫-石井新蔵
  - 大平修三-円田秀樹, 長谷川直-藤沢秀行, 小松英樹-金東燁, 山城宏-本田邦久
  - 加藤正夫-篠田秀行, 伊藤庸二-岩田達明, 青木紳一-山田和喜雄, 大山国夫-鄭銘琦
  - 石田芳夫-中小野田智己, 黄孟正-西村慶二, 趙治勲-三王裕孝, 苑田勇一-剣持丈
  - 羽根泰正-川本昇, 上村邦夫-小県真樹, 馬暁春-橋本昌二, 今村善彰-曲励起
- 2回戦
  - 小林覚-恩田烈彦, 依田紀基-今村俊也, 大竹英雄-柳時熏, 後藤俊午-鄭銘瑝
  - 王立誠-淡路修三, 石田章-酒井猛, 林海峰-土井誠, 聶衛平-工藤紀夫
  - 大平修三-長谷川直, 小松英樹-山城宏, 加藤正夫-伊藤庸二, 青木紳一-大山国夫
  - 石田芳夫-黄孟正, 趙治勲-苑田勇一, 羽根泰正-上村邦夫, 馬暁春-今村善彰
- 3回戦
  - 小林覚-依田紀基, 大竹英雄-後藤俊午, 王立誠-石田章, 林海峰-聶衛平
  - 大平修三-小松英樹, 加藤正夫-青木紳一, 石田芳夫-趙治勲, 羽根泰正-馬暁春
- 準々決勝 小林覚-大竹英雄, 王立誠-林海峰, 大平修三-加藤正夫, 石田芳夫-羽根泰正
- 準決勝 小林覚-王立誠, 大平修三-石田芳夫
- 決勝戦 小林覚-大平修三 （3位決定戦 王立誠-石田芳夫）

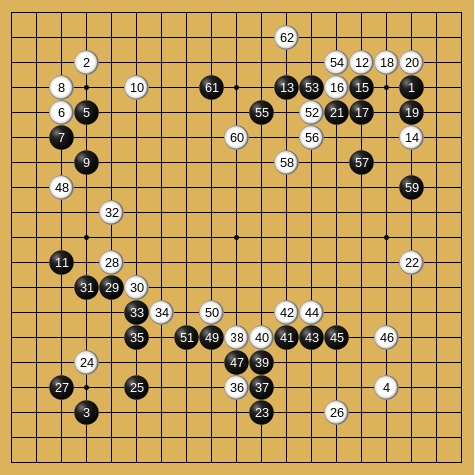
大平修三-小林覚(先番) 1-62手

第3回決勝戦 1990年9月8日 大平修三-小林覚(先番)
小林は準々決勝で大竹英雄、準決勝で王立誠に勝ち、大平は加藤正夫、石田芳夫に勝って決勝進出。先番小林の向かい小目から黒23がバランスのいい構え。白28では一路下がよかった。黒29から35、黒47まで黒地が大きく優勢。しかし白52で黒を切り離されて混戦となる。白は左上の黒を呑み込んで、終盤にもチャンスがあったが、黒1目半勝ち。小林は一般棋戦で初の優勝となった。